# Rabarbar ogrodowy

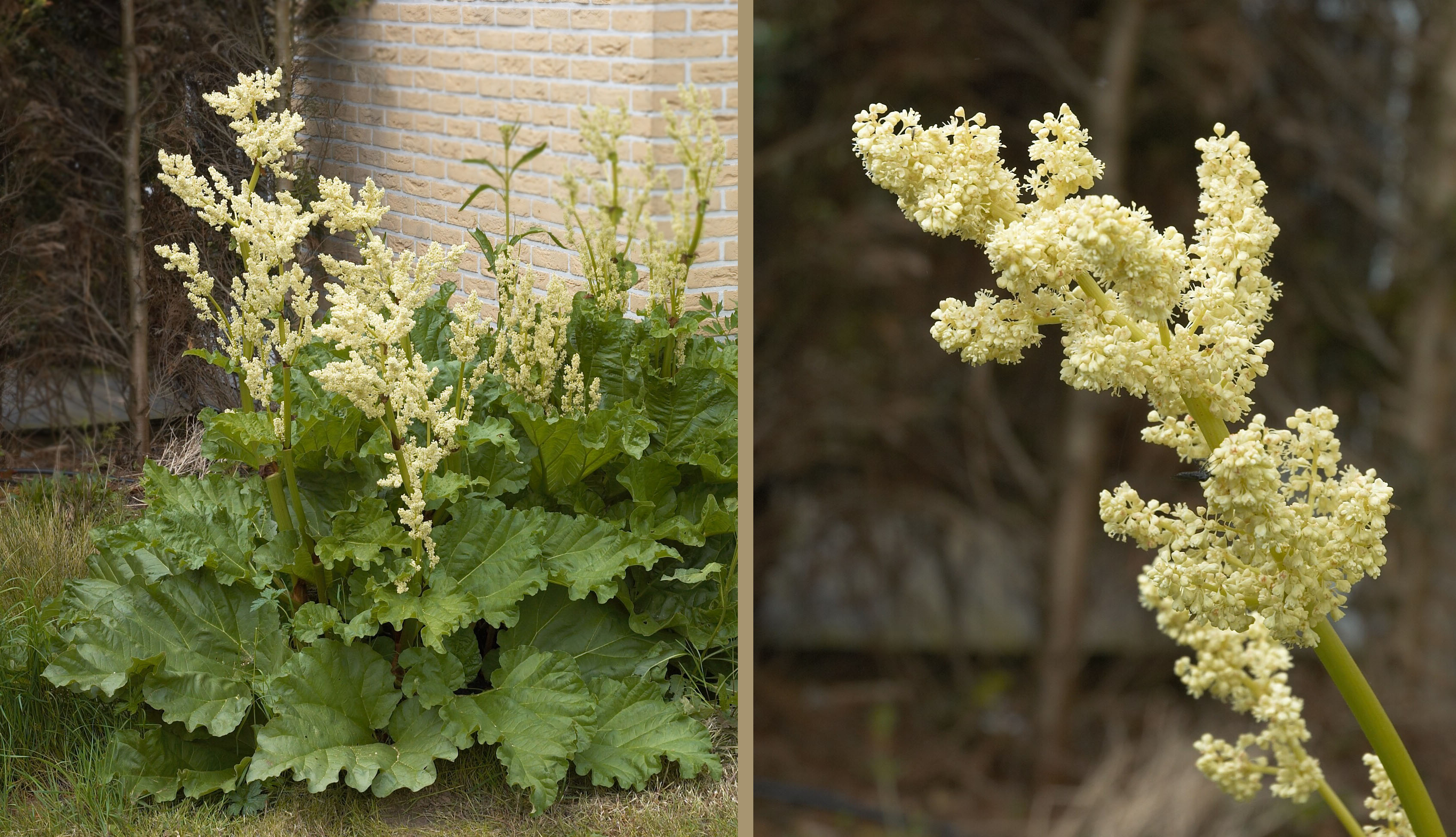
Roślina kwitnąca

Rabarbar ogrodowy, rabarbar zwyczajny, rzewień ogrodowy, rzewień zwyczajny (Rheum rhaponticum L.) – gatunek byliny należący do rodziny rdestowatych. Pochodzi z obszarów Azji Środkowej, Bułgarii i prawdopodobnie południowej Syberii. W Polsce jest uprawiany, podobnie jak rabarbar kędzierzawy, z którym tworzy zresztą mieszańca R. × hybridum.

## Morfologia
PokrójBylina o wysokości do 1,5 m. Jej część podziemną stanowi grube, skrócone kłącze, zwane karpą. Z dolnej części karpy wyrastają częściowo zdrewniałe korzenie spichrzowe, w których gromadzone są zapasy pokarmowe. Młode rośliny wykształcają najpierw korzeń palowy, który z czasem tworzy korzeń spichrzowy. Z niego wyrastają włókniste korzenie, które odrastają co roku na nowo. Z pąków znajdujących się na szczycie karpy wyrastają liście i pędy. Rabarbar zapada w stan spoczynku fizjologicznego, który trwa do grudnia.
ŁodygaW pierwszych 2 latach jest silnie skrócona i rozgałęziona. Tworzy wraz z pączkami i korzeniami spichrzowymi karpę. Pęd kwiatostanowy, dochodzący do wysokości 2 m po wydaniu nasion zamiera.
LiścieMają długie i grube ogonki oraz duże blaszki liściowe. Barwa ogonków liściowych może być czerwona, różowa lub zielona. Ogonek liściowy od spodu bruzdowany, co odróżnia ten gatunek o posiadającego gładkie ogonki rabarbaru kędzierzawego. Inna cechą wyróżniającą ten gatunek jest słabo kędzierzawy brzeg blaszki liściowej.

## Zmienność
Tworzy mieszańce z rabarbarem kędzierzawym (Rheum hybridum J.A.M. Murray).

## Zastosowanie
- Roślina uprawna. Jest często uprawiany jako warzywo uprawiane dla  jadalnych ogonków liściowych[5].
- Kulinaria. Służy jako dodatek do soków (np. z malinami), tudzież placków drożdżowych, rzadziej do drożdżówek. Popularny jest też kompot z rabarbaru. Może być również wykorzystywany do produkcji wina owocowego, lub spożywany na surowo z cukrem. Charakteryzuje się kwaskowatym smakiem.
- Wpływ na zdrowie. Zawiera dużo żelaza, kwas jabłkowy i znaczącą ilość kwasu szczawiowego (szczególnie liście) w postaci szczawianu potasu i trudno rozpuszczalnego szczawianu wapnia[6], który może odkładać się jako kamienie nerkowe. Znane są przypadki poważnych zatruć, do śmierci włącznie, po spożyciu ogonków liściowych lub liści rabarbaru, prawdopodobnie z powodu zawartości szczawianów[6].

## Wartości odżywcze
| Ilość aminokwasów w 100 g | Ilość aminokwasów w 100 g |
| Nazwa                     | Ilość w mg                |
| ------------------------- | ------------------------- |
| Izoleucyna                | 51                        |
| Leucyna                   | 84                        |
| Lizyna                    | 41                        |
| Metionina                 | 24                        |
| Cystyna                   | 41                        |
| Fenyloalanina             | 43                        |
| Tyrozyna                  | 30                        |
| Treonina                  | 60                        |
| Tryptofan                 | 24                        |
| Walina                    | 52                        |
| Arginina                  | 34                        |
| Histydyna                 | 17                        |
| Alanina                   | 97                        |
| Kwas asparaginowy         | 118                       |
| Kwas glutaminowy          | 191                       |
| Glicyna                   | 54                        |
| Prolina                   | 71                        |
| Seryna                    | 67                        |

## Uprawa
Rozmnażany jest głównie w marcu przez podział karpy. Uprawiany z nasion nie zachowuje cech rośliny, z której pochodzą nasiona. Odcinki mające przynajmniej 1 pąk sadzi się wiosną(w marcu) lub jesienią (przełom września i października), tak, by pąki znajdowały się przynajmniej 5 cm pod ziemią przy czym wykopane dołki powinny mieć średnicę 20–30 cm i podobną głębokość.  Ogonki liściowe można zrywać dopiero w drugim roku po posadzeniu. Kwiatostany należy usuwać zaraz po ich pojawieniu się, gdyż wytwarzanie bezużytecznych dla nas nasion osłabia roślinę. Dobrze udaje się na dość wilgotnych, głębokich i średnio zwięzłych glebach. Wymaga silnego nawożenia kompostem lub obornikiem a wiosną nawozami mineralnymi a w okresie zbiorów stosuje się nawożenie pogłówne azotem. Nie powinno się go uprawiać na glebach mokrych i kwaśnych. Jest wytrzymały na mróz, dość dobrze znosi suszę, ale przy silnych upałach dobrze jest go podlewać. Zbieranie przeprowadza się od początku maja do lipca, najwcześniej w drugim roku po zasadzeniu. Zbieranie polega na wyłamywaniu ogonków (które osiągnęły min. 20 cm długości) nisko nad ziemią. Nie powinno się zbierać więcej niż 1/3 liści z każdej rośliny.